# 経過実時間
経過実時間（けいかじつじかん、elapsed real time）は、コンピュータプログラムの開始から終了までにかかった実際の時間のことである。すなわち、タスクが終了した時刻とタスクが開始した時刻の差である。ウォール・クロック・タイム（wall-clock time、WCT、壁時計時間）、ウォール・タイム(wall time)とも言う。単に実時間（real time、リアルタイム）とも言うが、この言葉は「入力データの処理が瞬時に行なわれること」（リアルタイムシステム）の意味でも用いられる。経過時間や実行時間と呼ばれることもあるが、これらは後述のCPU時間との区別が曖昧である。
CPUが動作している時間だけを計測するCPU時間とは異なる。経過実時間には、CPU時間のほかに、プログラムによる遅延やリソースが使えるようになるまでの待ち時間等、アーキテクチャやランタイムに依存する要因が含まれる。逆に、非常に多くのCPUで同時に並行して実行するプログラムの場合、CPU時間が経過実時間の何倍もの値になる可能性もある。
コンピュータ・シミュレーションにおいては、経過実時間という言葉はシミュレーション内における時間（対象に応じて非常に長い時間や短い時間になる）と、処理にかかった実際の時間を区別するために用いられる。